# Società Polisportiva Giulianova 1975-1976
Questa pagina raccoglie le informazioni riguardanti la Società Polisportiva Giulianova nelle competizioni ufficiali della stagione 1975-1976.

## Rosa
| N. |                   | Ruolo | Calciatore            |
| -- | ----------------- | ----- | --------------------- |
|    | Italia (bandiera) | C     | Marco Bellagamba      |
|    | Italia (bandiera) | C     | Arnaldo Bernardini    |
|    | Italia (bandiera) | P     | Remo Bianchi          |
|    | Italia (bandiera) | A     | Alfredo Canzanese     |
|    | Italia (bandiera) | D     | Luigi Caucci          |
|    | Italia (bandiera) | C     | Marco Cosenza         |
|    | Italia (bandiera) | A     | Bartolomeo Di Michele |
|    | Italia (bandiera) | D     | Franco Falcetta       |
|    | Italia (bandiera) | D     | Francesco Giorgini    |
|    | Italia (bandiera) | P     | Angelo Giuliani       |
|    | Italia (bandiera) | A     | Fedele Gualandri      |

| N. |                   | Ruolo | Calciatore          |
| -- | ----------------- | ----- | ------------------- |
|    | Italia (bandiera) | C     | Achille Lalloni     |
|    | Italia (bandiera) | A     | Domenico Lepidi     |
|    | Italia (bandiera) | D     | Remo Mariani        |
|    | Italia (bandiera) | A     | Vincenzo Marino     |
|    | Italia (bandiera) | C     | Giulio Palazzese    |
|    | Italia (bandiera) | D     | Mauro Perazzini     |
|    | Italia (bandiera) | C     | Enrico Piccotti     |
|    | Italia (bandiera) | C     | Marco Tartari       |
|    | Italia (bandiera) | D     | Giuseppe Tortorici  |
|    | Italia (bandiera) | D     | Raffaele Triboletti |
|    | Italia (bandiera) | C     | Roberto Vernisi     |

## Risultati

### Campionato

#### Girone di andata
| 14 settembre 1975 1ª giornata | Giulianova | 1 – 1 | Sangiovannese |  |

| 21 settembre 1975 2ª giornata | Pisa | 0 – 0 | Giulianova |  |

| 28 settembre 1975 3ª giornata | Livorno | 2 – 1 | Giulianova |  |

| 5 ottobre 1975 4ª giornata | Giulianova | 1 – 1 | Arezzo |  |

| 12 ottobre 1975 5ª giornata | Spezia | 0 – 0 | Giulianova |  |

| 19 ottobre 1975 6ª giornata | Giulianova | 0 – 0 | Teramo |  |

| 26 ottobre 1975 7ª giornata | Ravenna | 1 – 0 | Giulianova |  |

| 2 novembre 1975 8ª giornata | Chieti | 0 – 0 | Giulianova |  |

| 9 novembre 1975 9ª giornata | Giulianova | 0 – 0 | Grosseto |  |

| 16 novembre 1975 10ª giornata | Riccione | 2 – 0 | Giulianova |  |

| 23 novembre 1975 11ª giornata | Giulianova | 3 – 1 | Olbia |  |

| 30 novembre 1975 12ª giornata | Giulianova | 1 – 0 | Massese |  |

| 7 dicembre 1975 13ª giornata | Parma | 2 – 0 | Giulianova |  |

| 14 dicembre 1975 14ª giornata | Empoli | 0 – 0 | Giulianova |  |

| 21 dicembre 1975 15ª giornata | Giulianova | 0 – 0 | Pistoiese |  |

| 4 gennaio 1976 16ª giornata | Montevarchi | 2 – 0 | Giulianova |  |

| 11 gennaio 1976 17ª giornata | Giulianova | 0 – 1 | Lucchese |  |

| 18 gennaio 1976 18ª giornata | Giulianova | 1 – 1 | Anconitana |  |

| 25 gennaio 1976 19ª giornata | Rimini | 1 – 0 | Giulianova |  |

#### Girone di ritorno
| 1 febbraio 1976 20ª giornata | Sangiovannese | 0 – 1 | Giulianova |  |

| 8 febbraio 1976 21ª giornata | Giulianova | 3 – 0 | Pisa |  |

| 15 febbraio 1976 22ª giornata | Giulianova | 1 – 0 | Livorno |  |

| 22 febbraio 1976 23ª giornata | Arezzo | 0 – 3 | Giulianova |  |

| 29 febbraio 1976 24ª giornata | Giulianova | 1 – 1 | Spezia |  |

| 7 marzo 1976 25ª giornata | Teramo | 1 – 1 | Giulianova |  |

| 14 marzo 1976 26ª giornata | Giulianova | 2 – 0 | Ravenna |  |

| 21 marzo 1976 27ª giornata | Giulianova | 1 – 0 | Chieti |  |

| 28 marzo 1976 28ª giornata | Grosseto | 1 – 0 | Giulianova |  |

| 4 aprile 1976 29ª giornata | Giulianova | 3 – 0 | Riccione |  |

| 11 aprile 1976 30ª giornata | Olbia | 3 – 0 | Giulianova |  |

| 18 aprile 1976 31ª giornata | Massese | 1 – 0 | Giulianova |  |

| 25 aprile 1976 32ª giornata | Giulianova | 1 – 0 | Parma |  |

| 2 maggio 1976 33ª giornata | Giulianova | 2 – 2 | Empoli |  |

| 9 maggio 1976 34ª giornata | Pistoiese | 1 – 1 | Giulianova |  |

| 16 maggio 1976 35ª giornata | Giulianova | 2 – 0 | Montevarchi |  |

| 23 maggio 1976 36ª giornata | Lucchese | 0 – 2 | Giulianova |  |

| 30 maggio 1976 37ª giornata | Anconitana | 0 – 1 | Giulianova |  |

| 6 giugno 1976 38ª giornata | Giulianova | 2 – 0 | Rimini |  |

### Coppa Italia Semiprofessionisti

#### Fase eliminatoria a gironi
| 24 agosto 1975 1ª giornata - Girone 22 | Teramo | 0 – 0 | Giulianova |  |

| 27 agosto 1975 2ª giornata - Girone 22 | Pro Lanciano | 2 – 1 | Giulianova |  |

| 3 settembre 1975 4ª giornata - Girone 22 | Giulianova | 3 – 2 | Teramo |  |

| 6 settembre 1975 5ª giornata - Girone 22 | Giulianova | 3 – 0 | Pro Lanciano |  |

#### Sedicesimi di finale
| 15 ottobre 1975 Andata | Anconitana | 1 – 1 | Giulianova |  |

| 12 novembre 1975 Ritorno | Giulianova | 2 – 1 | Anconitana |  |

#### Ottavi di finale
| 18 febbraio 1976 Andata | Giulianova | 2 – 0 | Ischia Isolaverde |  |

| 3 marzo 1976 Ritorno | Ischia Isolaverde | 2 – 0 (5-4 dcr) | Giulianova |  |

## Giovanili

### Piazzamenti
- Allievi Nazionali:
  - Campionato: Vince il campionato.
- Juniores Nazionali:
  - Campionato: Vince il campionato.